# Протесты против Дональда Трампа

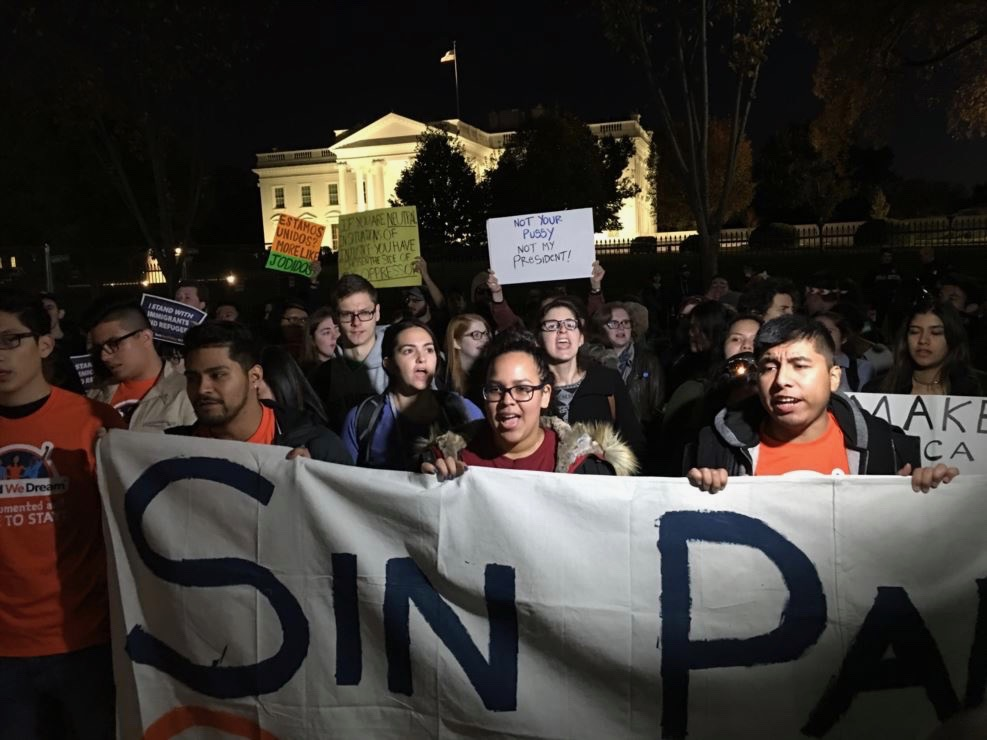
Акция протеста в Вашингтоне против избрания Дональда Трампа президентом США

Протесты в США против Дональда Трампа — акции протеста, прошедшие в Соединённых Штатах Америки против избрания президентом Дональда Трампа. Наиболее массовые акции начались 9 ноября 2016 года, после того как, по подсчётам ряда СМИ, Трамп победил Хиллари Клинтон на президентских выборах, набрав 290 голосов выборщиков. Часть акций прошла под лозунгом #NotMyPresident (с англ. — «#НеМойПрезидент»).

## Ход акции протеста

### 9 ноября
9 ноября 2016 года во многих крупных городах США начались акции протеста. В Нью-Йорке были задержаны десятки участников демонстраций; общее количество участников превысило несколько тысяч человек. Среди их лозунгов: «Не мой президент», «Дональд Трамп, уходи! Расист, сексист, антигей!».
Массовые протесты проходили в Вашингтоне, Окленде, Сиэтле; в Лос-Анджелесе и Портленде протестующие перекрывали городские автомагистрали. Часть акций была разогнана полицией.

### 10 ноября
10 ноября было собрано более 2 миллионов подписей под петицией, призывающей выборщиков проигнорировать итоги голосования в их штатах и проголосовать 19 декабря за Хиллари Клинтон.
СМИ сообщали о массовых акциях протеста в 36 городах США. В Лос-Анджелесе и Портленде опять перекрывали городские автомагистрали. В Портленде протестующие занимались порчей имущества и угрожали полиции. В Портленде полиция угрожала начать уголовное преследование участников протеста, многие протестующие прекратили акцию.

### 11 ноября

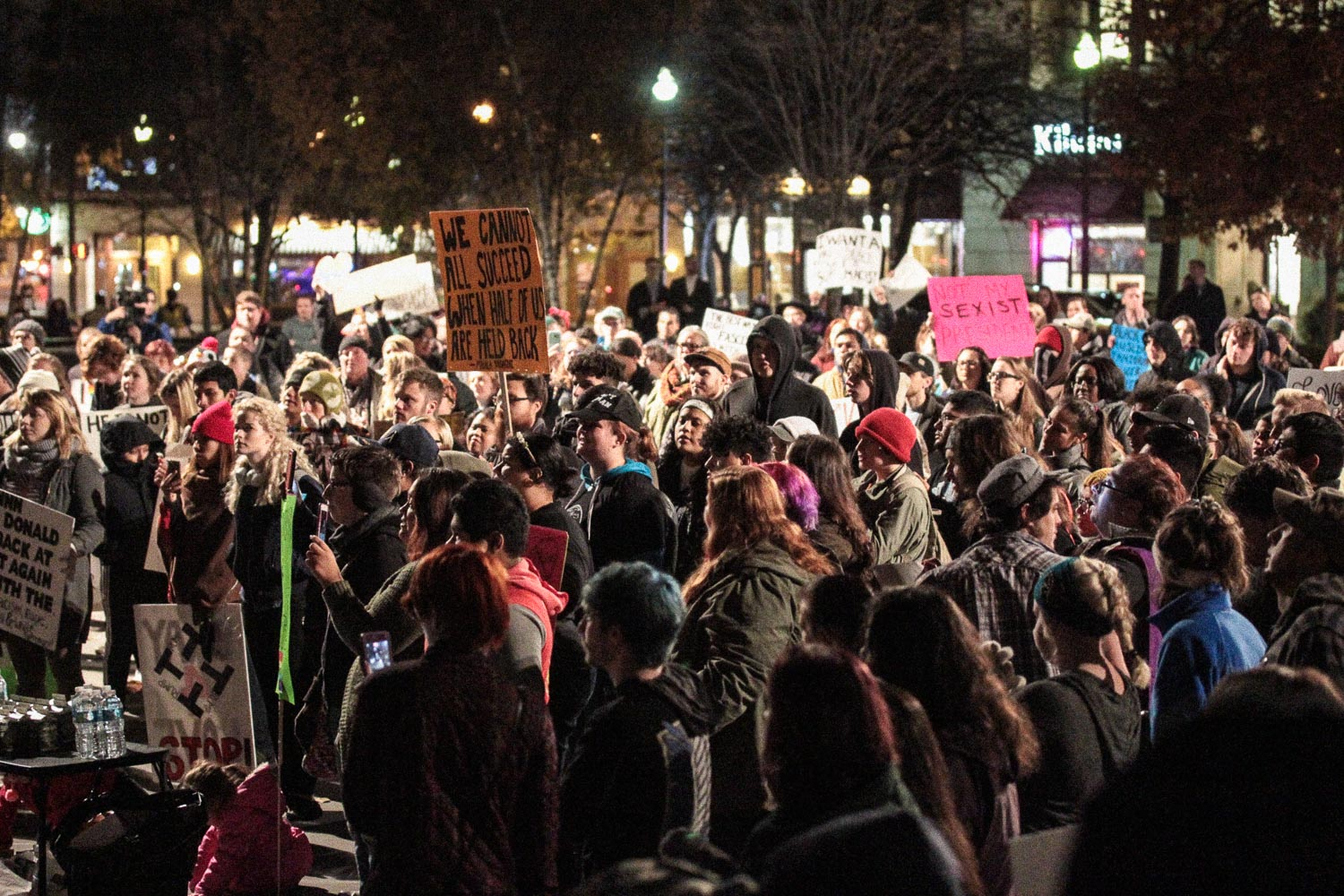
Акция протеста против избрания президентом США Дональда Трампа, проходившая 12 ноября 2016 года в Гранд-Рапидсе

Акции протеста прошли в 24 городах США, они носили мирный характер.

### 12 ноября
Акции прошли в 24 городах США. В Нью-Йорке протестующие провели марш, собравший 25 тысяч человек. В Лос-Анджелесе также прошёл марш, собравший 10 тысяч человек. В Портленде состоялся митинг. Во время акции неизвестный открыл огонь по митингующим и скрылся, в результате один из протестующих погиб. Далее полиция потребовала демонстрантов разойтись, те отказались. После этого полицейские арестовали более 20 участников митинга.

### 13 ноября
Акции протеста прошли в 22 городах США, они носили мирный характер.

### 14 — 16 ноября
14 и 15 ноября начались выступления студентов и школьников.
16 ноября студенты из 80 учебных заведений вышли на улицы и стали протестовать против иммиграционной политики Дональда Трампа. Под давлением протестов ряд школьных руководителей заявили, что будут защищать права учащихся.

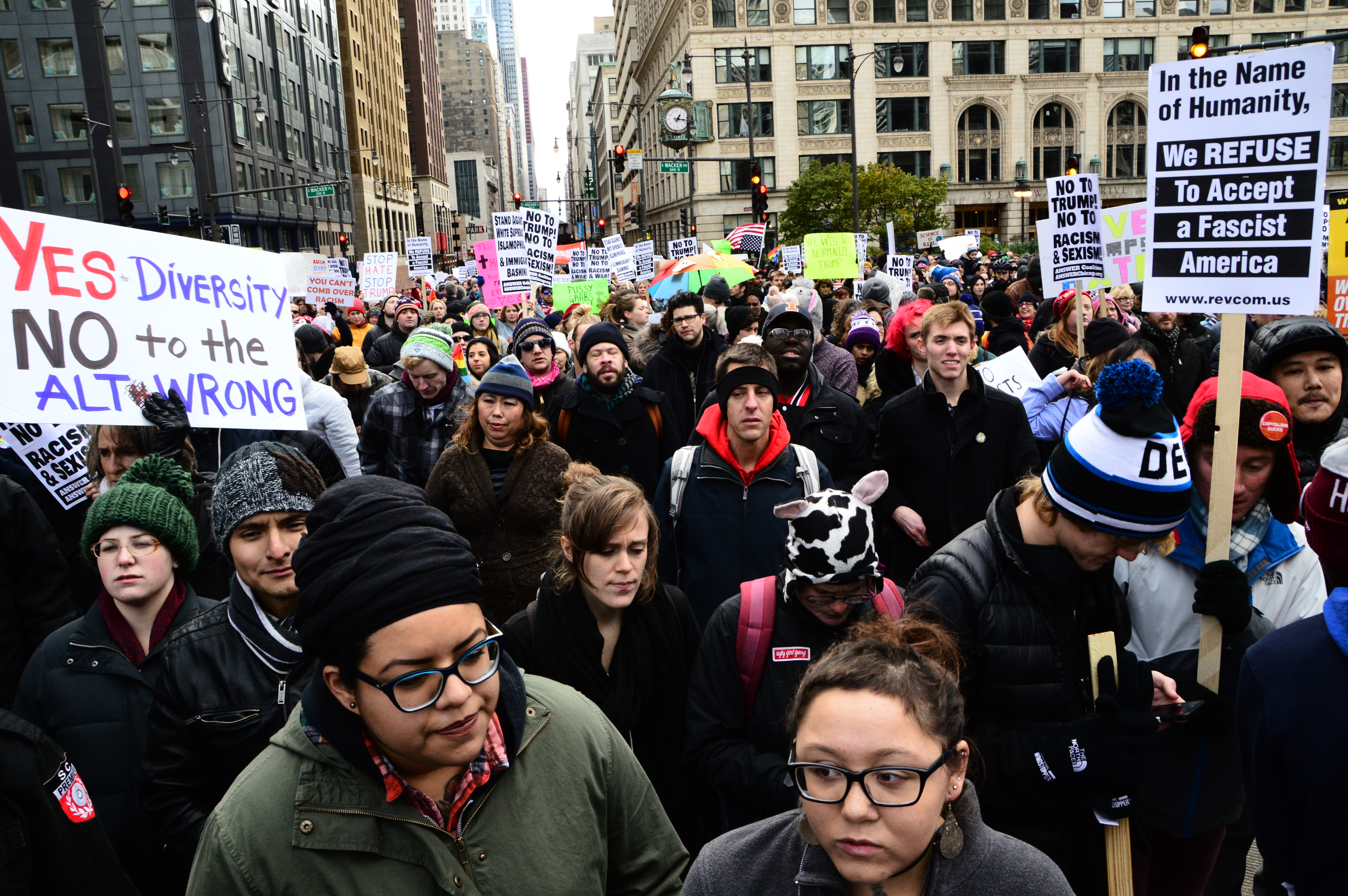
Акция протеста против Дональда Трампа

### 17 ноября
Мирные акции протеста прошли в Лос-Анджелесе, Портленде, Майами, Вашингтоне.

### 18 ноября
Мирные протесты прошли в ряде городов США.
Сотни демонстрантов перекрыли крупный перекресток в Чапел-Хилл.

### 19 ноября
Мирные акции протеста прошли в Сиэтле, Чикаго, Сан-Франциско, Нью-Йорке.

### 20 ноября
69-летний мужчина, одетый в униформу морской пехоты США, поджег себя на площади в Акроне в знак протеста против избрания президентом США Дональда Трампа. В итоге он был госпитализирован.
Протесты также происходили в Бозмане, Лас-Вегасе, Оклахома-Сити и Сан-Рафаэле.
Во время живого выступления на American Music Awards 2016, члены группы Green Day исполнили свою новую песню Bang Bang. В середине песни, вокалист Билли Джо Армстронг включал скандирование против Трампа: «Нет Трампу, нет KKK, нет фашистам США!».

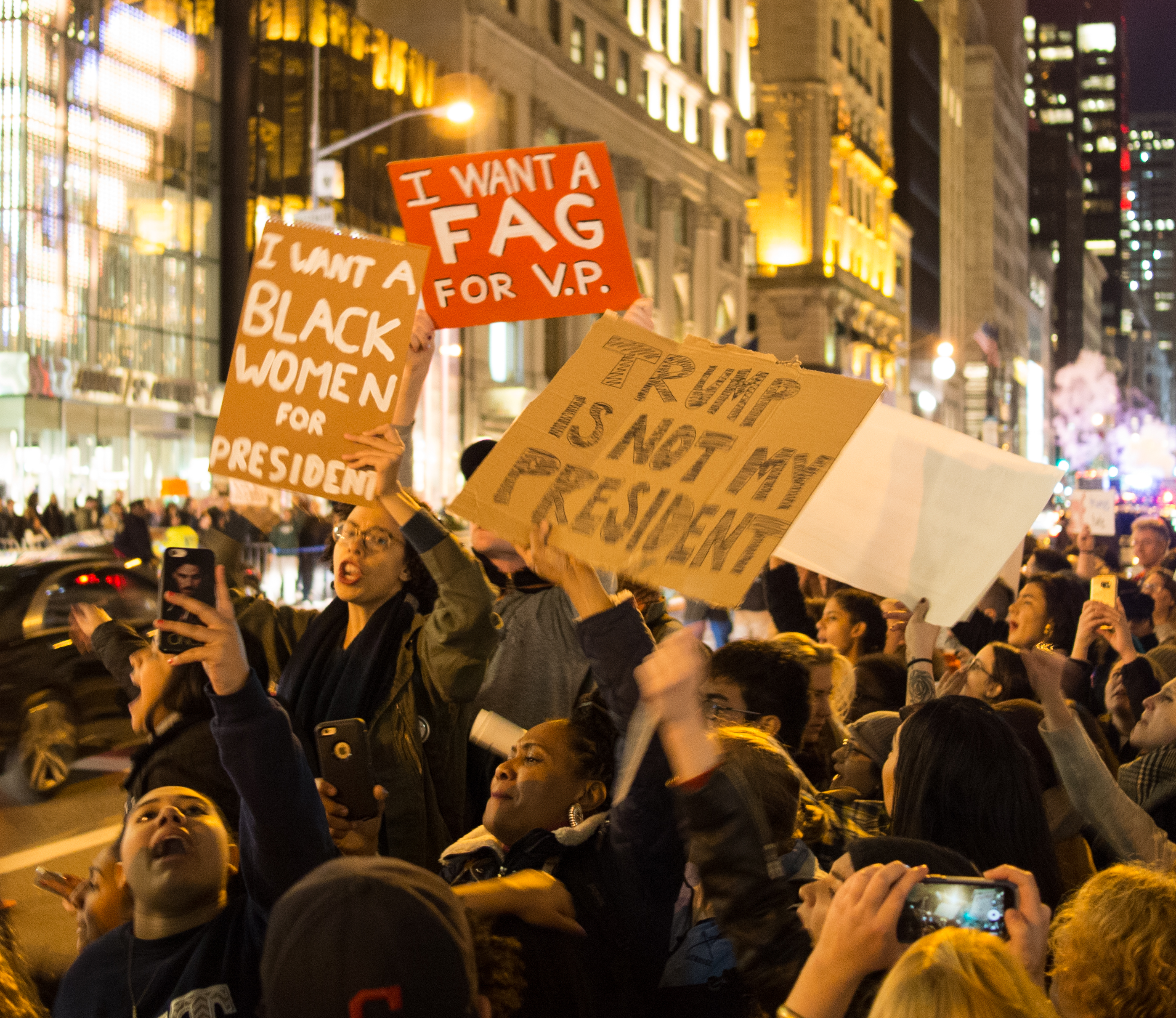
Акция протеста против Дональда Трампа

### 21 ноября
Мирные акции протеста прошли в Провиденсе, Колумбусе, Портланде.

### 22 — 27 ноября
22 ноября протестовали студенты университета Кристофер Ньюпорт.
23 ноября протест произошел в Миннеаполисе. Участники акции призвали президента Обаму помиловать всех иммигрантов до конца своего срока.
25 ноября протестующие заблокировали входы в магазины на Великолепной миле в Чикаго.
26 ноября акция протеста прошла в Портланде.
27 ноября 200 человек протестовало в здании Капитолия штата Небраска.

### Декабрь 2016 года
3 и 18 декабря акции протеста против избрания президентом США Дональда Трампа прошли в Лос-Анджелесе.
19 декабря в ряде городов США прошли акции протеста, на которых протестующие призывали выборщиков игнорировать результаты выборов в их штатах и голосовать за Хиллари Клинтон.

## Международные протесты против Дональда Трампа
9 ноября 2016 года прошли международные протесты против Дональда Трампа в таких городах, как Монреаль (Канада).
10 ноября международные протесты прошли в Лондоне, Ванкувере и Маниле.
11 ноября протесты также произошли в посольстве США в Тель-Авиве.
12 ноября международные протесты произошли в Берлине, Мельбурне, Перте и Окленде.
13 ноября протесты произошли в Торонто (Канада).
19 ноября международные протесты произошли в Торонто (Канада), где был арестован по крайней мере один человек; Мельбурне и Париже.